# Свердлово (Калузька область)
Свердлово (рос. Свердлово) — присілок в Мединському районі Калузької області Російської Федерації.
Населення становить 31 особу. Входить до складу муніципального утворення Присілок Брюхово.

## Історія
Від 2004 року входить до складу муніципального утворення Присілок Брюхово.

## Населення
| 2002 | 2010 |
| ---- | ---- |
| 22   | ↗31  |